# Che Kung

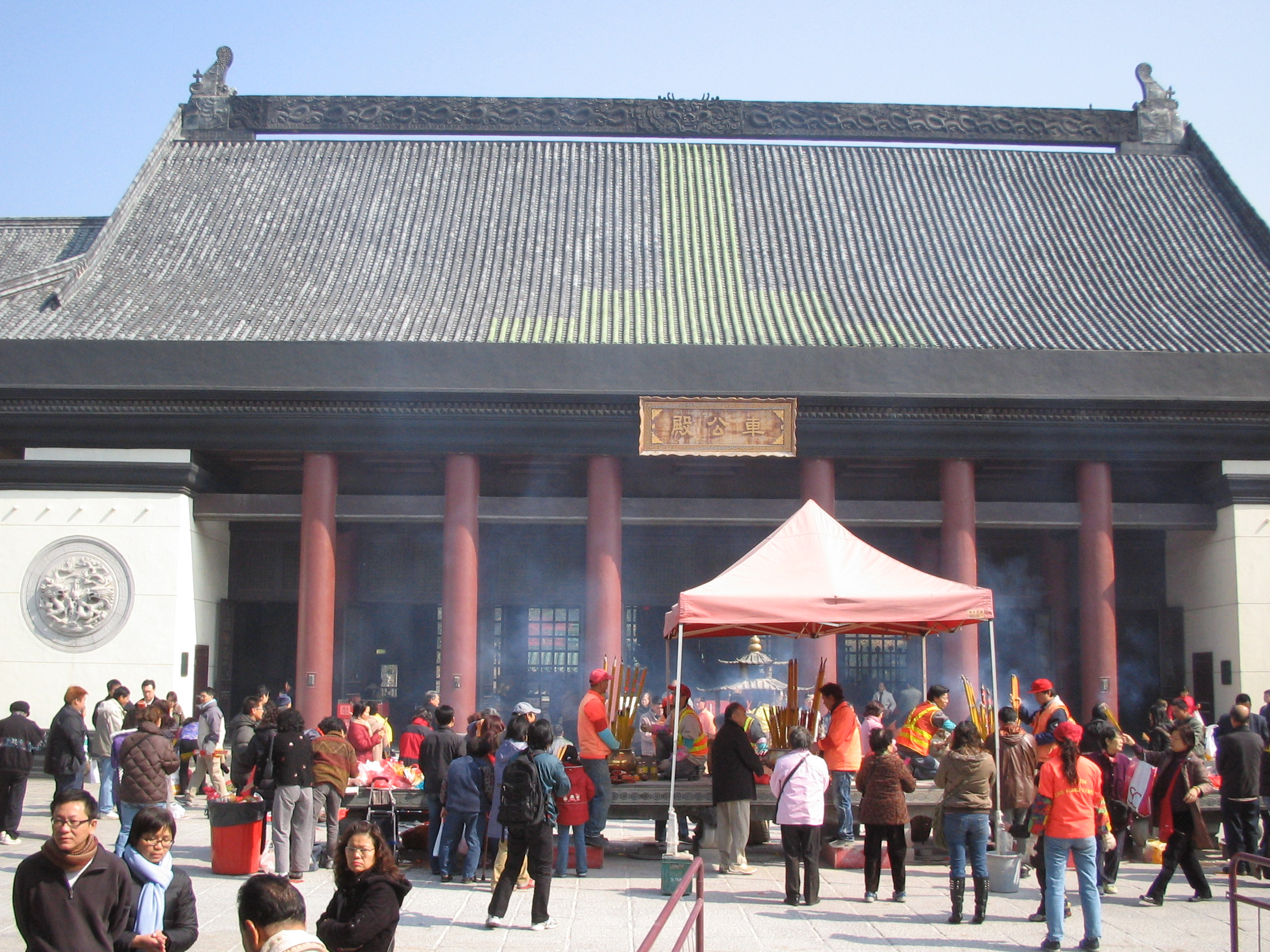
Entrada al templo de Che Kung en Hong Kong.

Che Kung fue un militar durante la dinastía Song que consiguió que las zonas del sur de China quedaran libres de desórdenes. Durante una plaga que azotó esas regiones, algunos habitantes de la zona dijeron que el comandante se les había aparecido en sueños, salvándolos del desastre. Fue elevado a la categoría de dios por el taoísmo.
En la ciudad de Hong Kong existe un templo dedicado a su veneración, muy frecuentado por los fieles.
- Datos: Q846838
- Multimedia: Che Kung / Q846838